# I cavalieri che fecero l'impresa
Pour plus de détails, voir Fiche technique et Distribution.
I cavalieri che fecero l'impresa est un film italo-français réalisé par Pupi Avati, sorti en 2001.

## Synopsis
Monastère de Saint-Denis, 1272. Le moine Giovanni da Cantalupo se rend sur le tombeau de Louis IX de France, connu sous le nom de Saint Louis, pour lui dire que la tâche qu'il lui avait confiée est accomplie et qu'il est venu lui raconter l'histoire des cinq jeunes chevaliers qui en 1271, sont partis pour Thèbes, en Grèce, afin de récupérer le Saint Suaire et le ramener à la cour du roi de France. Chaque chevalier a un caractère et un destin différent selon la période lunaire qui l'a vu naître...

## Fiche technique
- Titre : I cavalieri che fecero l'impresa
- Réalisation : Pupi Avati
- Production : Antonio Avati, Tarak Ben Ammar et Mark Lombardo
- Scénario : Pupi Avati
- Photographie : Pasquale Rachini
- Montage : Amedeo Salfa
- Musique : Riz Ortolani
- Pays de production :  Italie,  France
- Genre : aventures
- Date de sortie : 2001

## Distribution
- Raoul Bova : Giacomo di Altogiovanni
- Marco Leonardi : Ranieri di Panico
- Edward Furlong : Simon di Clarendon
- Thomas Kretschmann : Vanni delle Rondini
- Stanislas Merhar : Jean de Cent Acres
- Edmund Purdom : Ugo di Clarendon
- Gigliola Cinquetti : Mère supérieure
- Yorgo Voyagis : Isacco Sathas
- Carlo Delle Piane : Giovanni da Cantalupo
- F. Murray Abraham : Delfinello da Coverzano
- Lorenzo Balducci : Fils de Louis IX
- Dino Cassio
- Vera Gemma
- Stefania Rivi : fillette au « Paradiso »